# Barrage d'Ömerli

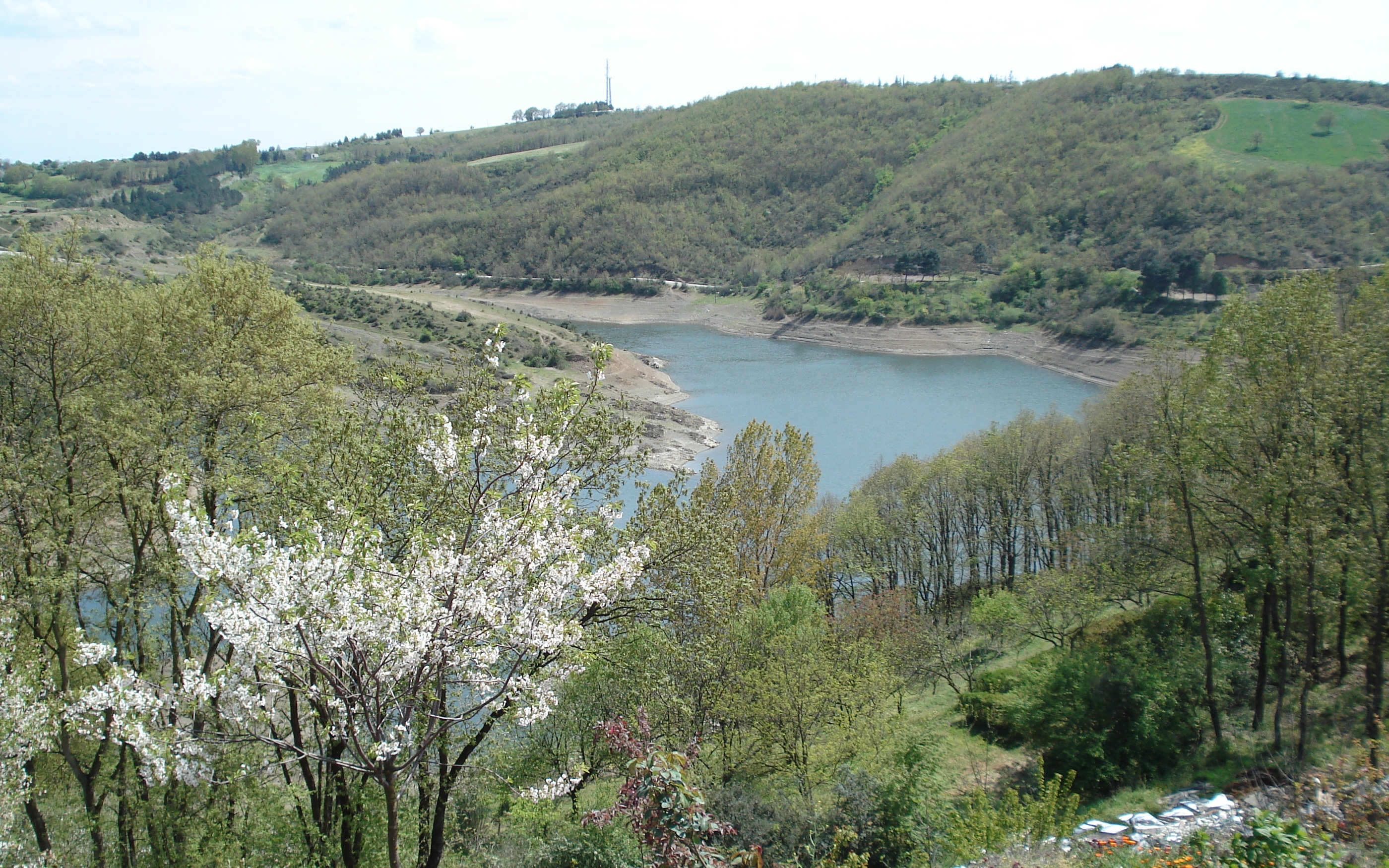
Barrage d'Ömerli

Le barrage d'Ömerli est un barrage de Turquie.

## Sources
- (en) www.dsi.gov.tr/tricold/omerli.htm Site de l'agence gouvernementale turque des travaux hydrauliques